# Hrabstwo Curry (Oregon)
Hrabstwo Curry (ang. Curry County) – hrabstwo w stanie Oregon w Stanach Zjednoczonych. Obszar całkowity hrabstwa obejmuje powierzchnię 1988,57 mil² (5150,37 km²). Według szacunków United States Census Bureau w roku 2009 miało 21 148 mieszkańców.
Hrabstwo powstało w 1855 roku. 

## Miasta[4]
- Brookings
- Gold Beach
- Port Orford

## CDP[4]
- Harbor
- Langlois
- Nesika Beach
- Pistol River